# Atom Heart Mother
Atom Heart Mother (англ. Мати з атомним серцем) — п'ятий альбом британського рок-гурту Pink Floyd, його було випущено 10 жовтня 1970 року. Досяг першого місця в хіт-парадах у Великій Британії та 55-го місця в США.
Цей альбом не містить в собі ні концепції, ні фокусної уваги. Він з'явився в той час, коли рок-музика в цілому прагнула до чогось серйознішого, і віддзеркалив ті зміни, які відбулися на той час у британській рок-музиці, і позначає перехід PINK FLOYD від психоделічного "Спейс-року " (термін, який завжди був для них огидним) до року прогресивного. Він є швидше набором розрізнених ідей, аніж цілісним твором, цей альбом, тим не менш, став помітною віхою в розвитку гурту, започаткував методи і підходи, які стануть визначальними для Dark Side Of The Moon.
Назва альбому з'явилась після потреби назвати першу композицію під час прем'єрного запису в Паризькому театрі Бі-Бі-Сі. Попередні назви «Untitled Epic» (Безіменна епопея) та «The Amazing Pudding» (Неймовірний пиріг) здалися музикантам занадто «легковажними». Рон Джізін запропонував пошукати вірну назву серед заголовків в газеті «Daily Mail». В підсумку, Нік Мейсон запропонував використати заголовок статті «Мати з атомним серцем», яка розповідала про вагітну жінку з «атомним кардіостимулятором».
Альбом був записаний на студії Еббі Роуд (Abbey Road Studios). Інженерами звукозапису виступили Алан Парсонс (Alan Parsons) та Пітер Боун (Peter Bown), а продюсером альбому став Норман Сміт (Norman Smith). Оркестровим аранжуванням для великої композиції «Atom Heart Mother» займався Рон Джізін (Ron Geesin), і завдяки саме йому гурту вдалося скомпонувати воєдино розрізнені частини цієї пісні.
Альбом став першим експериментом гурту в області квадрофонічного запису. Дизайном альбому займалася студія «Hipgnosis» Сторма Торгесона. Для обкладинки була обрана корова, прізвисько якої було Лалабель III. Корова була обрана тому, що музиканти Pink Floyd хотіли позбутися репутації гурту, який виконує «космічний» рок, та намагалися оформити альбом так, щоб це ніяк не було пов'язано з музикою. В перевидання 1994 року до буклету альбому було додано ще кілька фото цієї корови.

## Брали участь у запису
- Девід Гілмор — гітара, вокал;
- Нік Мейсон — ударні,
- Річард Райт — клавішні, вокал
- Роджер Вотерс — бас-гітара, вокал.
- Хор Джона Алдисса — вокал

## Композиції

### Atom Heart Mother
Атомне серце матері
Основна тема сюїти, що займає цілу сторону альбому, була написана Гілмором в листопаді 1969 року, коли гурт вирішив, що для майбутнього туру їм потрібна нова композиція. Тема була розгорнута в п'єсу, яку назвали «Untitled Epic». Ідеї вносили різні люди, поки не вийшло п'ять окремих частин, об'єднаних основною темою, яку вела гітара Гілмора або фортепіано Райта. Композиція вперше була виконана 18 січня 1970 року в Croydon Town Hall під назвою «The Amazing Pudding» (оскільки вона була чимось на зразок пирога з різних ідей). В кінці лютого гурт почав записувати п'єсу, додавши нові фрагменти, та деякі старі, забраковані. Однак, коли в кінці квітня процес був завершений, виявилося, що, незважаючи на всі численні накладення гітар та клавішних, п'єса не звучить. Гурт мав їхати в американський тур, тому часу для перезапису не було. Саме тоді й з'явився Рон Гізін, що запропонував оркеструвати композицію. В результаті вийшла багатопланова оркестрова п'єса, що має власні внутрішні мелодії з лейтмотивом, однак зберегла як контрапункти початкові теми.

### If
Якщо
Мабуть, одна з найщиріших пісень Вотерса, в якій він висловив жаль з приводу деяких рис свого характеру, що завдають болю оточуючим. Можливо, це одна з перших спроб Роджера розібратися з тим почуттям провини, яке залишив в ньому вихід Сіда Барретта з гурту. Саме Вотерс взяв на себе ініціативу та сказав Сіду про те, що гурт більше не потребує його послуг.

### Summer'68
Літо 68-го
Написана Райтом та є його улюбленою темою — життя члена популярного рок-гурту, та зростаюче розчарування в цьому житті. Події, про які розповідається в пісні, дійсно мали місце під час американського туру гурту влітку 1968 року. «Группіз (фанатки) були всюди, — згадував пізніше Райт, — Вони приходили і обслуговували тебе як прислуга, прали для тебе, спали з тобою, а потім залишали тебе з гонореєю». На той час Райт був вже три роки одружений зі своєю давньою подругою Джульет Гейл. Це єдина з написаних Райтом пісень, слова якої сподобалися йому самому, і як він вважав, в тексті йому вдалося висловити саме те, що він дійсно відчував.

### Fat Old Sun
Старе товсте сонце
Написана Гілмором під впливом «Grantchester Meadows» Вотерса і є його власним зверненням до безхмарного дитинства. Як і більшість наступних пісень Дейва, вона змальовує перехід від безтурботного світу дитинства до жорстокого світу дорослих. Символом цього переходу є сонце, яке буде ще не один раз з'являтися в ліриці Гілмора протягом 80-90-х років. Деякі критики казали, що і слова, і мелодія пісні дуже схожі на пісню THE KINKS «Lazy Old Sun». Гілмор визнав, що чув цю пісню, і можливо несвідомо попав під її вплив.

### Alan's Psychedelic Breakfast
Психоделічний сніданок Алана
Віддзеркалює інтерес гурту до «конкретної музики», яка пробудилась ще за часів роботи з Барреттом. Так, на одному з виступів в Лондоні восени 1967 року під час виконання «Interstellar Overdrive» Сід несподівано поклав гітару на підлогу і пішов зі сцени. Він повернувся через кілька хвилин з туристичною пічкою, сів на стілець та став смажити собі яєчню. В момент натхнення він підносить мікрофон до шиплячої сковорідки, подаючи новий елемент у психоделічний вир звуків. Композицію записували в кухні Ніка Мейсона, де дорожній менеджер гурту Алан Стайлз, який зазвичай під час турів годував музикантів сніданком, готував собі їжу. Згодом композиція була розбита на три частини:
1. «Rise And Shine»,
2. «Sunny Side Up»,
3. «Morning Glory».

На тлі музики чути, як Стайлз готує сніданок, одночасно коментуючи свої дії, потім їсть його, відпускаючи жарти з приводу макробіотичної їжі в Лос-Анджелесі. Композицію завершує звук миття посуду і звук падаючих крапель з погано закритого крана.

### Чарти
| Рік  | Хіт-парад                   | Позиція |
| ---- | --------------------------- | ------- |
| 1970 | Хіт-парад (Велика Британія) |         |
| 1983 | Billboard (США)             | 55      |
| 1970 | Хіт-парад (Норвегія)        | 13      |